# Groupe quasi-simple
En mathématiques, un groupe parfait G est un groupe quasi-simple si le groupe de ses automorphismes intérieurs est simple. En d'autres termes, s'il existe une suite exacte courte :
où S est un groupe simple.

## Exemples
- Les groupes simples non abéliens sont quasi-simples.
- Les recouvrements du groupe alterné {\displaystyle A_{n}} sont quasi-simples mais non simples, pour {\displaystyle n\geq 5}.

## Propriétés
- Les sous-groupes normaux propres d'un groupe quasi-simple sont contenus dans son centre.
- Tout endomorphisme non trivial d'un groupe fini quasi-simple est un automorphisme.

## Groupes quasi-simples finis
La classification des groupes finis quasi-simples a été obtenue à partir de la classification des groupes finis simples et du calcul de leur multiplicateur de Schur. Leur intérêt tient en grande partie au fait que les sous-groupes sous-normaux quasi-simples d'un groupe fini non résoluble G jouent pour sa structure un rôle similaire à celui des sous-groupes normaux minimaux d'un groupe fini résoluble ; on les appelle composantes du groupe G. Les composantes de G commutent deux à deux et engendrent donc un sous-groupe E(G), qui est une extension centrale parfaite d'un produit de groupes simples. C'est le plus grand sous-groupe normal de G possédant cette structure. Lorsque G est résoluble, le sous-groupe de Fitting F(G) joue un rôle important dans la partie de la théorie des groupes finis appelée analyse locale. Lorsque G n'est pas résoluble, ce rôle est tenu par le groupe de Fitting généralisé, qui est le sous-groupe F*(G) = F(G)E(G). Le groupe F*(G) est le concept clé pour la théorie de la structure des groupes finis.